# En snygg historia
En snygg historia (engelska: The Constant Husband)
är en brittisk komedifilm från 1955 i regi av Sidney Gilliat.

## Handling
William Egerton vaknar på ett hotellrum i Wales med minnesförlust. Med hjälp av en läkare återförenas han med sin hustru i London men hon visar sig snart inte vara den enda.

## Rollista i urval
- Rex Harrison - William Egerton
- Kay Kendall - Monica Hathaway
- Cecil Parker - doktor Llewellyn
- Nicole Maurey - Lola
- Jill Adams - Joanna Brent
- Robert Coote - Jack Carter
- Raymond Huntley - J.F. Hassett
- Eric Pohlmann - Papa Sopranelli
- George Cole - Luigi Sopranelli
- Margaret Leighton - miss Chesterman